# Гучков, Александр Иванович
Алекса́ндр Ива́нович Гучко́в (14 (26) октября 1862, Москва — 14 февраля 1936, Париж) — русский политический и государственный деятель-центрист, лидер партий «Союз 17 октября» и с лета 1917 года — Либеральной республиканской партии. Председатель III Государственной думы (1910—1911), член Государственного совета, Председатель Центрального военно-промышленного комитета (1915—1917). Один из организаторов заговора с целью отречения императора Николая II. Военный и временно морской министр Временного правительства (1917).

## Семья
- Прадед — Фёдор Алексеевич, из крестьян Малоярославецкого уезда Калужской губернии, дворовый человек. Пришел в конце 1780-х гг. в Москву, где стал старовером.
- Дед — Ефим Фёдорович, преемник Фёдора Алексеевича в качестве владельца предприятия, при котором основал школу для сирот. Избирался московским городским головой. Вместе с братом Иваном и детьми под угрозой репрессий со стороны властей в 1853 перешёл в единоверие — направление в старообрядчестве, признающее юрисдикцию российской православной греко-кафолической церкви.
- Отец — Иван Ефимович (1833—1904), совладелец торгового дома «Гучкова Ефима сыновья», почётный мировой судья.
- Мать — Корали Петровна Вакье, француженка, отбитая И. Е. Гучковым у московского купца Куманина. По семейной легенде Иван Ефимович проник в его дом под видом кучера и увёз Корали[2]. Получила развод, приняла православие и затем вышла замуж за И. Е. Гучкова. Её дети по паспорту уже были не единоверцами, а православными.
- Брат — Николай Иванович (1860—1935) — московский городской голова (1905—1912), действительный статский советник.
- Брат — Фёдор Иванович (1860—1913) — брат-близнец Н. И. Гучкова, один из создателей «Союза 17 октября», фактический руководитель газеты «Голос Москвы».
- Брат — Константин Иванович (1866—1934).
- Жена — Мария Ильинична, урождённая Зилотти (Зилоти)(1871—1938), сестра которой Варвара была замужем за К. И. Гучковым, брат, профессор Московской консерватории А. И. Зилотти, был женат на дочери и наследнице П. М. Третьякова, брат, генерал-майор С. И. Зилотти, был заместителем начальника Главного морского штаба, двоюродный брат Сергей Васильевич Рахманинов — известным композитором.
- Сын — умер в младенчестве в 1904 году[3]
- Сын — Лев (1905—1916). Умер от менингита
- Дочь — Вера Александровна (Вера Трейл; 1906—1987). В первом браке замужем за деятелем «евразийского» движения П. П. Сувчинским. Была близка также с другим известным евразийцем Д. П. Святополк-Мирским, пользовалась английским псевдонимом «Vera Mirsky». Во втором браке — за шотландским коммунистом Робертом Трейлом. Сотрудничала с советскими спецслужбами.
- Сын — Иван, страдал заболеванием, скорее всего у него был синдром Дауна, официально вместе с няней выехал из России во Францию к отцу и матери в 1921 году[3].
- Андрей (1929—2013) — сын от второго брака, рождённый в эмиграции в Париже. Фотограф, юрист[4].

## Образование и военная служба
По окончании 2-й Московской гимназии (1881) поступил на историко-филологический факультет Московского университета. Посещал семинар П. Г. Виноградова, на котором познакомился с П. Н. Милюковым. По окончании университета (1885) ещё на год остался вольнослушателем, посещал занятия В. И. Герье и В. О. Ключевского.
В 1887 году отправился за границу, где изучал историю, государственное и международное право, политическую экономию, финансовое право и рабочее законодательство в Берлинском, Венском и Гейдельбергском университетах. Курс за границей не окончил, так как выехал в Лукояновский уезд Нижегородской губернии (наиболее пострадавший от голода) и там возглавил организацию помощи голодающим. Был награждён за это орденом Анны III степени.
Служил вольноопределяющимся в 1-м лейб-гренадерском Екатеринославском полку, зачислен в запас в чине прапорщика.

## Муниципальный деятель и предприниматель
С 1886 — почётный мировой судья в Москве.
С 1891 года чиновник особых поручений при нижегородском генерал-губернаторе, заведующий продовольственным делом в Лукояновском уезде.
С 1893 — член Московской городской управы, гласный Московского губернского земского собрания. При его участии было завершено строительство мытищинского водопровода и проведена первая очередь канализации. В 1896—1897 — товарищ московского городского головы. С 1897 — гласный Московской городской думы, был членом железнодорожной, водопроводной и канализационной комиссий, а также комиссий о газовом освещении, о страховании наёмного труда, по разработке вопроса о призрении беспризорных и бесприютных детей.
В 1901—1908 годах был директором, затем управляющим Московского учётного банка. Действительный статский советник (1907). Являлся председателем наблюдательного комитета страхового общества «Россия». Переехав в Санкт-Петербург как депутат Государственной думы, стал членом правления контролировавшегося германским капиталом Санкт-Петербургского учётного и ссудного банка, где укрепил сыгравшие большую роль в его последующей деятельности связи с финансистами Германии. Помимо того, что за ним стояли капиталы всего клана Гучковых-Боткиных-Третьяковых, лично был очень богатым человеком: только находившееся в России состояние его составляло многие сотни тысяч рублей золотом. Но основная часть капитала была размещена за границей, так что он оставался богатым предпринимателем и во время эмиграции после Октябрьской революции. Поскольку Гучковы ещё в 1896 году продали свою бывшую самой большой в Москве текстильную фабрику, а в 1911 году ликвидировали и торговое дело ввиду большей прибыльности своих финансовых активов, то после этого нефинансовой предпринимательской деятельностью финансист А. И. Гучков не занимался (его иногда называли «неторгующим купцом»). Во время государственной службы, путешествий и участия в войнах и революциях других братьев Гучковых, всеми их делами ведал брат К. И. Гучков.

## Путешествия, участие в войнах
Неоднократно участвовал в опасных для жизни событиях за пределами России. Ещё гимназистом хотел бежать на русско-турецкую войну за освобождение славян от османского ига.
В 1895 году вместе с братом Фёдором совершил путешествие по населённым армянами территориям Османской империи, в которых тогда проходили антиармянские выступления. Собрал материалы, которые затем были использованы при составлении сборника о положении армян в Турции. Затем он предпринял рискованное путешествие в Тибет и стал первым русским небуддистом, принятым далай-ламой, сохранившим православнyю веру, оставшимся в живых и вернувшимся в Россию. В 1898 году уехал на Дальний Восток, где поступил на службу младшим офицером охраны на строительстве Китайско-Восточной железной дороги (КВЖД), в 1899 году был уволен распоряжением С. Ю. Витте за оскорбление действием инженера (но ещё до увольнения сам подал в отставку, поэтому представление Витте, что А. И. Гучков стал оппозиционером и противником Витте только из-за увольнения, вряд ли обосновано). После этого совершил вместе с братом Фёдором рискованное путешествие верхом на лошадях по населённым воинственными кочевниками территориям через Китай, Монголию и Среднюю Азию в европейскую Россию.
В 1899 году в качестве добровольца (снова вместе с братом Фёдором) отправился в Трансвааль, где участвовал в англо-бурской войне на стороне буров. По воспоминаниям современников, в ходе тяжёлых боёв отличался находчивостью и внешним спокойствием. Был ранен в бедро, оказался обездвижен, но был доставлен в германский госпиталь Красного креста другим русским добровольцем (Шульженко А. Н.). После захвата города и больницы британскими войсками был интернирован. Когда положение парализованного Гучкова стало критическим, его старший брат Николай срочно выехал в Лондон, чтобы ему помочь. Благодаря брату Александр не умер: он был переведён в английский госпиталь, где ему спасли ногу. После частичного выздоровления (до конца жизни он ужасно хромал и впоследствии умер от рака в результате озлокачествления полученной в Южной Африке раны) был отпущен британцами под честное слово больше не воевать на стороне буров.
Несмотря на инвалидность, участвовал в пекинском походе генерала Н. П. Линевича в 1900 году.
В 1903 году совершил путешествие в Македонию, чтобы участвовать в восстании местного населения против Османской империи. Во время русско-японской войны был помощником главноуполномоченного Красного Креста при Маньчжурской армии, уполномоченным города Москвы и Комитета великой княгини Елизаветы Фёдоровны. С ним была работавшая сестрой милосердия в госпитале жена. Весной 1905 года попал в плен к японцам, так как не пожелал покинуть Мукден вместе с отступающими русскими войсками и оставить находившихся в госпитале раненых. Раненых, по правилам Международного Красного Креста, он передал японцам. Вскоре был освобождён японцами, оценившими и его храбрость, и то, что под его руководством с японскими ранеными в русских госпиталях обращались практически так же, как с русскими, и вернулся в Россию. Будучи депутатом Государственной думы, посетил Китай, где помогал властям Китая в борьбе с чумой (и, как в своё время Наполеон, пожимал руки больным), Османскую империю, Португалию, — страны, где незадолго до этого прошли буржуазно-демократические революции и был установлен конституционный строй. Там он подвергался опасностям, из которых с честью выходил. Совершал путешествия и по России, в которых тоже неоднократно спасал себя и людей от стихийных бедствий, беспорядков, нападений, но многие современники считали эти его приключения, в отличие от его приключений за границей, постановочными, связанными с дружбой семьи А. И. Гучкова с Верой Фёдоровной Комиссаржевской и служащими лишь для подъёма популярности. Уже будучи бывшим Председателем Государственной думы, инвалид А. И. Гучков участвовал в Первой балканской войне в рядах болгарской и сербской армий. По признанию даже крайне критически относившегося к нему графа С. Ю. Витте, «Гучков — любитель сильных ощущений и человек храбрый».

## Дуэлянт
Неоднократно дрался на дуэлях, заслужил репутацию бретёра.
- В 1899 году вызвал на дуэль инженера, работавшего на строительстве КВЖД. После отказа последнего принять вызов ударил его по лицу.
- В 1908 году вызвал на дуэль лидера кадетской партии П. Н. Милюкова, заявившего в Думе, что Гучков по одному из обсуждавшихся вопросов «говорил неправду». Милюков вызов принял; пятидневные переговоры секундантов закончились примирением сторон.
- В 1909 году состоялась дуэль Гучкова с членом Государственной думы графом А. А. Уваровым, который, как утверждала одна газетная публикация, в беседе со Столыпиным назвал Гучкова «политиканом». В ответ Гучков написал ему оскорбительное письмо, спровоцировав вызов на дуэль и отказался при этом от примирения. Дуэль завершилась неопасным ранением Уварова, который стрелял в воздух.
- В 1912 году дрался на дуэли с подполковником С. Н. Мясоедовым, которого обвинил в создании системы политического сыска в армии. Мясоедов стрелял первым и промахнулся, Гучков же выстрелил в воздух. После дуэли Мясоедов был вынужден покинуть армию. В 1915 году он был признан виновным в государственной измене и казнён (согласно мнению большинства современных историков, в том числе К. Ф. Шацилло («Дело подполковника Мясоедова»), дело было сфабриковано, и казнили невиновного).

## Политик
После возвращения в Россию в 1905 году активно участвовал в земских и городских съездах, придерживаясь либерально-консервативных взглядов. Сторонник конституционной монархии с сильной центральной исполнителной властью, единой и неделимой империи с правом народов на национально-культурную автономию.
Выступал за созыв земского собора на основе всеобщих тайных равных внесословных выборов по принципу «один человек — один голос» (хотя и не прямых, чтобы выборщики не могли назначить депутатами откровенно нерукопожатных демагогов) с тем, чтобы император выступил на нём с программой реформ.

Тихим, мягким голосом он начал свою речь. Но по мере развития его тезисов весь зал превратился в слух и внимание. Он оспаривал принцип интегральной всеобщности. Если при избрании народных представителей нельзя ограничивать избирателя имущественным цензом, то, по его мнению, территориальный ценз в известном минимальном размере необходим. Далее, ограничить право быть избранным условием грамотности — необходимо. Он оспаривал принцип прямых выборов, находя, что при обширности территорий нашего Государства двухстепенные выборы более правильно отразили бы в парламенте интересы различных групп населения при разношерстности народностей, населяющих Россию.

Но как верноподданный конституционный монархист, поддержал Манифест 17 октября 1905 года, несмотря на объявленные неравные и сословные выборы:

Мы, конституционалисты, не видим в установлении у нас конституционной монархии какого-либо умаления царской власти; наоборот, в обновленных государственных формах мы видим приобщение этой власти к новому блеску, раскрытие для неё славного будущего.

В октябре 1905 года C. Ю. Витте предложил ему пост министра торговли и промышленности, но Гучков, как и другие общественные деятели, отказался от вхождения в правительство, министерство внутренних дел в котором возглавил убеждённый консерватор П. Н. Дурново.
Осенью 1905 стал одним из основателей либерально-консервативной партии «Союз 17 октября», которую А. И. Гучков возглавил в качестве председателя ЦК 29 октября 1906 года. Потерпел поражение на выборах в Государственную думу I и II созывов, в 1907 году был избран членом Государственного совета от Москвы.
Был сторонником правительства П. А. Столыпина, которого считал сильным государственным лидером, способным проводить реформы и обеспечивать порядок. Выступал за решительную борьбу с революцией, в том числе с помощью военно-полевых судов. Поддержал, хотя и с оговорками, признав это государственным переворотом, роспуск II Государственной думы и изменение избирательного закона 3 июня 1907. В том же году отказался войти в правительство Столыпина, но продолжил его поддерживать.

### В III Государственной думе
В 1907—1912 годах — член III Государственной думы от города Москвы. По новому избирательному закону, возглавляемая им партия октябристов достигла впечатляющего успеха на выборах в 3-ю Государственную думу (154 депутатских мандата из 442). Накануне выборов её признанный вождь заявлял:

Мы знаем, что единственно правильный путь — это путь центральный, путь равновесия, по которому идём мы, октябристы.

Был лидером депутатской фракции октябристов, активно способствовал одобрению Думой столыпинской аграрной реформы. Состоял председателем комиссии по государственной обороне — в этом качестве установил связи со многими представителями генералитета, в том числе с А. А. Поливановым, В. И. Гурко. Значительное внимание уделял модернизации российской армии, в 1908 году выступил с резкой критикой деятельности в армии представителей Дома Романовых, призывая их уйти в отставку. Это обстоятельство ухудшило отношения Гучкова с двором. Для обсуждения секретных дел, которые он не доверял другим членам комиссии по обороне, в 1909 году создал в Петербурге парамасонскую Военную ложу (по некоторым сведениям, в составе ВВНР), напоминавшую организации младотурок, созданные с помощью дружественных Гучкову со времён Илинденского восстания тесняков и дашнаков. Подобная деятельность, а также поездка Гучкова и Милюкова в Турцию дали основание называть Гучкова младотурком.
Вместе с В. К. Анрепом добился у Столыпина разрешения принятым в университеты студенткам закончить обучение (в министерстве полагали, что женщины были зачислены в высшие учебные заведения незаконно и подлежали исключению).
В 1910—1911 годах, с перерывом на четыре месяца, был председателем Государственной думы. Перерыв был связан с тем, что в июне 1910 года он сложил свои полномочия для отбытия 4-месячного заключения в тюрьме за дуэль с депутатом Думы А. А. Уваровым, состоявшуюся 17 ноября 1909. Хотя государь заменил заключение в тюрьме на двухнедельный арест, Гучков был вновь избран главой палаты только 29 октября 1910 года. 15 марта 1911 года отказался от звания председателя Государственной думы, не желая поддерживать позицию правительства Столыпина в связи с принятием законопроекта о введении земских учреждений в западных губерниях (тогда Столыпин пошёл на нарушение «духа» Основных законов, инициировав временный роспуск (12—15 марта 1911 года) Думы для того, чтобы провести нужное ему решение указом императора) (см. Закон о земстве в западных губерниях).
После убийства главы правительства в Киеве Гучков 5 сентября 1911 года выступил в Думе с обоснованием запроса своей фракции по поводу покушения на премьер-министра и обратил внимание на обстановку в стране:

Уже давно больна наша Россия, больна тяжким недугом. Поколение, к которому я принадлежу, родилось под выстрел Каракозова, в 70—80 годы кровавая и грязная волна террора прокатилась по нашему отечеству… Террор когда-то затормозил и тормозит с тех пор поступательный ход реформ, террор давал оружие в руки реакции, террор своим кровавым туманом окутал зарю русской свободы.

### С 1912 по февраль 1917 года
Существует информация, что Гучков лично занимался распространением попавших в его руки через Илиодора четырёх или пяти писем (возможно, поддельных) — одно императрицы Александры Федоровны, остальные от великих княжён, к Г. Е. Распутину. Переписка множилась на гектографе и распространялась в виде копий как агитационный материал против царя. Царь, разобравшись, поручил военному министру Сухомлинову (который встречался с Гучковым по делам думской комиссии по обороне) передать Гучкову, что он подлец.
Причины, по которым А. И. Гучков находился в непримиримой вражде к Николаю II, были не только политического, но и личного характера. По имеющимся сведениям, царь сначала очень положительно относился к Гучкову, ценя его ум и способности. Однако, хотя сам А. И. Гучков это категорически отрицал и считал пустыми слухами, было мнение, что Гучков позволил себе предать огласке подробности одного частного разговора с Николаем II. Октябрист Н. В. Савич свидетельствовал: «Гучков рассказал о своей беседе с царём многим лицам, членам фракции при президиуме Государственной Думы. Хуже всего было то, что преданы гласности были не только факты, о которых шла речь, но и некоторые мнения, высказанные Государем. Факт оглашения в печати его интимной беседы государь воспринял как оскорбление, как предательство. Он круто и резко изменил своё отношение к Гучкову, стал относиться явно враждебно». Крайне честолюбивый Гучков затаил обиду на царя, которая, по мнению противников Гучкова, к 1916 году переросла в ненависть. Есть мнение, что свержение императора Николая II с престола к 1916 года стало для Гучкова почти самоцелью и якобы в своём стремлении свергнуть царя он был готов объединиться с любыми силами. Государь называл Гучкова «Юань Шикаем», по имени высокопоставленного придворного династии Цин, ставшего китайским революционным диктатором, и считал своим личным врагом. Но сам Гучков объяснял своё поведение тем, что как председатель комиссии Госдумы по обороне вёл дела не только собственно вооружённых сил, но и казачьих областей, и был поражён злоупотреблениями власти там и ненавистью ранее составлявших опору самодержавия почти всех казаков — не только казаков-старообрядцев — к режиму Николая II. Тогда он понял, почему казаки на выборах поддерживали кадетов и прогрессистов, но только не октябристов и других монархистов. В частности, именно старики-казаки со слов казаков, служивших в Конвое его императорского величества, впервые жаловались ему[уточнить] на Распутина, приобщение которым царственной четы к «народному православию» оскорбляло религиозные чувства казаков, хотя советы, которые давал Распутин царю, были в русле представлений самого Гучкова: России нужен мир и не нужны никакие проливы. Как объяснял Гучков, после встречи с представителями Кубанского казачьего войска он твёрдо уяснил: для того чтобы не допустить революции силами вооружённого народа во главе с казаками и сохранить монархию, необходимо было отмежеваться от непопулярного у казаков и у народа Николая II.
В 1912 Гучков выступил с речью, в которой содержались крайне резкие нападки на Г. Е. Распутина (после этого Гучков стал личным врагом императрицы Александры Фёдоровны):

Хочется говорить, хочется кричать, что церковь в опасности и в опасности государство… Вы все знаете, какую тяжёлую драму переживает Россия… В центре этой драмы — загадочная трагикомическая фигура, точно выходец с того света или пережиток темноты веков, странная фигура в освещении XX столетия… Какими путями достиг этот человек центральной позиции, захватив такое влияние, перед которым склоняются внешние носители государственной и церковной власти… Григорий Распутин не одинок; разве за его спиной не стоит целая банда…? Антрепренёры старца! Это целое коммерческое предприятие! Никакая революционная и антицерковная пропаганда за многие годы не могла бы сделать того, что Распутин достигает за несколько дней… Не случайно социал-демократ Гегечкори говорит о нём: «Распутин полезен». Для друзей Гегечкори чем распутнее, тем полезнее… Где власть государства? Где власть церкви?

В конце 1912 года не был избран в IV Государственную думу, быстро эволюционировал к союзу с Конституционно-демократической партией на оппозиционной основе. После неуспеха на думских выборах в Москве Гучков также отказался баллотироваться в гласные Московской городской думы.
Во время Первой мировой войны был особоуполномоченным Красного Креста на фронте. В 1915—1917 годах — председатель Центрального военно-промышленного комитета. Вошёл в состав Особого совещания для обсуждения и объединения мероприятий по обороне государства, в котором возглавлял Комиссию по пересмотру норм санитарного и медицинского снабжения армии.
В сентябре 1915 года вторично избран в Государственный совет по торгово-промышленной курии. Участвовал в деятельности Прогрессивного блока.
Награждён орденами св. Станислава II (1896) и I (1912) степени, св. Анны III (1893) и II (1902) степени, св. Владимира III степени с мечами (1916), бухарским Золотой звезды I степени (1912).

## Февральская революция
В последние месяцы существования монархии являлся организатором заговора, целью которого было, используя связи уже умершего шурина Гучкова, товарища (заместителя) начальника Главного морского штаба Зилотти с рядом военачальников (М. В. Алексеев, Н. В. Рузский и др.), сохранить монархию, заставив Николая II отречься от престола в пользу наследника-цесаревича Алексея при регентстве великого князя Михаила Александровича. Фактически в первые дни марта 1917 года его план и был осуществлён, главными действующими лицами были сам Гучков, генералы Алексеев и Рузский. Но из-за поведения членов семьи Романовых не только царствованию Николая II, но и самой монархической форме правления в России пришёл конец.

## Военный министр
Во время Февральской революции был председателем Военной комиссии Временного комитета Государственной думы, затем становится комиссаром Временного комитета по Военному министерству.
2 марта 1917 вместе с В. В. Шульгиным принял в Пскове отречение Николая II от престола. Николай II отказался передать престол своему сыну, фигура которого могла бы объединить общество, так как ошибочно считал, что Гучков хочет воспитывать наследника престола без участия родного отца и женить его на своей дочери. Попытка Гучкова выступать в защиту признания царём Михаила Александровича встретила сопротивление рабочих Петрограда. Однако Гучков всё равно высказывался в поддержку сохранения монархии, причём в этом вопросе его поддержал даже П. Н. Милюков, но они остались в меньшинстве среди новых лидеров страны.
Из газеты Известия Петроградского совета рабочих и солдатских депутатов от 9 марта 1917 года:

Военная реформа Гучкова А. И. 6 марта состоялось второе заседание совещания, образованного военным министром по вопросам улучшения русской армии.
Председательствовал генерал А. А. Поливанов. В первую очередь совещание рассмотрело вопрос о коренном изменении существующей организации внутреннего хозяйства частей. За основную ячейку принята рота. Основным началом заведования ротным хозяйством должно явиться свободное избрание солдатами должностных лиц и ротного комитета для наблюдения за их работой и ведения отчетности. Обе эти инстанции подчинены общему собранию роты, к которой обращается и её командир в случаях обнаружения неблаговидных поступков должностных лиц их нерадияние, об их неопытности и т. п. Ротные комитеты не ограничиваются хозяйственными заботами, а могут выступить и на путь культурно-просветительной общественной и т. п. деятельности.
По согласованию этого проекта с суждениями некоторых чинов в заседании совещания 8 марта положение о ротных комитетах получило окончательное утверждение. В том же заседании совещания группой более молодых его участников был возбужден вопрос о необходимости немедленного омоложения командного состава армии. Вопрос теперь же будет разрешен совещанием. Вместе с тем, возбужден и вопрос о необходимости установления тесного единства распоряжении военных властей на фронте и в центре управления ведомством. Вопрос этот, упорно игнорировавшийся старой властью по соображениям, ничего не имеющим общаго со службой, также получит осуществление.

В марте — мае 1917 года был военным и морским министром в первом составе Временного правительства, сторонник продолжения войны. По его инициативе прошла масштабная чистка командного состава, в ходе которой в отставку увольнялись как неспособные генералы, так и требовательные к подчинённым военачальники. Старался выдвигать на командные посты сравнительно молодых, энергичных генералов. Инициировал отмену национальных, религиозных, сословных и политических ограничений при производстве в офицеры. Узаконил некоторые положения принятого Петроградским Советом рабочих и солдатских депутатов «Приказа № 1», подорвавшего дисциплину в армии — об отмене титулования офицеров (вместо него вводилась форма обращения «господин полковник (генерал и т. д.)», о переименовании «нижних чинов» в «солдат» и обязанности офицеров обращаться к ним на «Вы», о разрешении военнослужащим участвовать в политических организациях. Выступал против деятельности солдатских комитетов в армии, но был вынужден согласиться на их легитимацию.
В апреле 1917 года из-за неспособности противостоять анархии и разложению армии принял решение подать в отставку; официально вышел из состава Временного правительства в мае 1917 года (вместе с П. Н. Милюковым). Деятельность Гучкова на посту министра разочаровала многих современников[кого?], видевших в нём сильную личность и надеявшихся на то, что ему удастся сохранить боеспособность армии.
После отставки с поста министра вновь возглавил Центральный военно-промышленный комитет. Посол Франции в России Морис Палеолог писал, что

Отставка Гучкова знаменует ни больше ни меньше как банкротство Временного правительства и русского либерализма. В скором времени Керенский будет неограниченным властителем России… в ожидании Ленина.

В мае 1917 года возглавил «Общество экономического возрождения России», в июле 1917 года, убедившись в невозможности восстановить монархию, вместе с М. В. Родзянко создал и возглавил Либеральную республиканскую партию, в августе того же года стал членом Государственного совещания и членом Поместного Собора по приглашению Синода (участвовал до 18 августа 1917 года), а в сентябре, сразу после освобождения из заключения, по личному распоряжению А. Ф. Керенского — членом Временного совета Российской республики (Предпарламента). В заключение попал из-за того, что был активным сторонником выступления генерала Л. Г. Корнилова, после его поражения был ненадолго в заключении, вскоре освобождён. Пожертвовал 10 тыс. рублей генералу М. В. Алексееву на формирование Алексеевской организации, агитировал вступать в её ряды.

## Деятельность во время гражданской войны
Жил в Кисловодске, был вынужден скрываться от большевистской власти в Ессентуках под видом протестантского пастора. Затем добрался до Екатеринодара в расположение Добровольческой армии, став её первым крупным спонсором, налаживал работу военно-промышленных комитетов, консультировал А. И. Деникина по политическим вопросам.

## Эмигрант
В 1919 году Деникин направил Гучкова своим представителем в Европу для связи с руководителями стран Антанты. В качестве представителя белого движения был принят президентом Франции Раймоном Пуанкаре и военным министром Великобритании Уинстоном Черчиллем. Участвовал в организации поставок британских вооружений и снаряжения для русской Северо-Западной армии генерала Николая Юденича.
В эмиграции Гучков не примкнул ни к одной политической организации, оставаясь независимым политическим деятелем.
В Лондоне Гучков просил Черчилля помочь в создании союза белых и независимых государств Прибалтики для занятия Петрограда. Но вся английская помощь ушла в Эстонию. Тогда Александр Иванович на свои средства нашёл и зафрахтовал несколько судов, которые позже были перехвачены эстонскими властями. После этого события Гучков направил Черчиллю письмо с протестом:

Народы и правительства молодых балтийских государств совершенно опьянены вином национальной независимости и политической свободы. …Продолжение такого хаоса, который господствует на её (России) территории, неизбежно поведёт за собой гибель и хаос для её слабых соседей.
Поддерживал деловые отношения с генералом Петром Врангелем, с которым познакомился и подружился во время визита в Крым в 1920 году а затем состоял в дружеской переписке. Уже во время Гражданской войны он стремился, с одной стороны, соединить белое движение с другими антибольшевистскими силами, а с другой стороны, требовал категорически отмежеваться от уголовщины и будущих российских фашистов. Так, Александр Гучков предостерегал генерала Врангеля от каких-либо контактов с его бывшим подчинённым по Нерчинскому казачьему полку атаманом Григорием Семёновым, чьи отряды, в том числе, из евреев, бурят, монголов, были известны своими зверствами в отношении не только большевиков и левых, но и мирного русского, да и нерусского, населения на Дальнем Востоке, а также похищением части золотого запаса страны, отправленного Александром Колчаком во Владивосток. По инициативе Гучкова было образовано Информационное бюро при русском экономическом бюллетене в Париже для сбора сведений о хозяйственном положении в СССР. Состоял в переписке со многими зарубежными политическими деятелями. В 1921—1923 годах был председателем Русского парламентского комитета. Работал в руководстве Зарубежного Красного Креста. Подвергался резкой критике со стороны крайне правой части эмиграции, представители которой обвиняли его в измене императору и развале армии. В 1921 году неспособный твёрдо стоять на ногах инвалид Александр Гучков был избит в Берлине на станции метро (которым, несмотря на своё богатство, пользовался, будучи демократом) монархистом Сергеем Таборицким (по другим сведениям, нападавшим был Пётр Шабельский-Борк, также впоследствии ставший участником убийства известного деятеля кадетской партии Владимира Набокова).
Но все нападки крайне правых на Гучкова прекратились после того, как он в 1922—1923 годах выступил одним из инициаторов военного переворота в Болгарии c целью свержения левого правительства Александра Стамболийского, считавшегося просоветским. В перевороте, по сообщениям английских газет, ключевую роль сыграли части Русской армии. Но сам Пётр Врангель категорически отрицал участие Русской армии в перевороте.
В то же время основные надежды Гучков возлагал на военный переворот силами РККА в самом СССР с целью установления власти, по его определению, «правых коммунистов», так как в руководстве РККА было очень много бывших монархистов и сторонников Троцкого. В 1923 году в Берлин для переговоров с Гучковым прибыл специальный представитель Реввоенсовета главный военный инспектор РККФ Eвгений Беренс, с которым Гучков был близко знаком по работе во Временном правительстве. Он предлагал не только возвращение Гучкова в СССР на почётную должность, но сотрудничество в организации рабоче-крестьянской революции в Германии, раз Гучков считал, что и небольшевистская Россия должна оставаться рабоче-крестьянской, и просил помощи в организации прохода РККА в Германию через территорию Польши. В том числе и поэтому Гучков, несмотря на многолетнюю его критику Троцким-публицистом, считал Троцкого реальным политиком, своим единомышленником и будущим диктатором тесно сотрудничающей при посредничестве Гучкова с международным финансовым капиталом новой России. После отстранения от власти в СССР Троцкого Гучков стал сторонником террористической войны против Советской власти. Ещё во время русско-турецкой войны молодой Гучков серьёзно готовился к политическому убийству Бенджамина Дизраэли. Как финансист, Гучков заблаговременно разместил часть средств за границей, а после революции сохранил значительное состояние, которое тратил на подготовку этой своей террористической войны. Только убийство Воровского и неожиданное оправдание убийц швейцарским судом, несмотря на давление СССР и Италии, поскольку Бенито Муссолини считал Воровского своим другом, обошлись А. И. Гучкову в 50000 рублей. Деятельность Гучкова привлекла к себе пристальное внимание Иностранного отдела ОГПУ, который после промаха своей направленной против Гучкова операции «Трест» (Гучков её разгадал и предупредил других лидеров белой эмиграции) завербовал дочь Гучкова Веру Александровну. Знавшая всю элиту белой эмиграции, она пошла на это под влиянием своего любовника Константина Родзевича, связанного с ОГПУ. Александр Иванович узнал о просоветских симпатиях своей дочери в 1932 году, когда она вступила в компартию Франции.
Во время голода в СССР выступал за помощь белой эмиграцией голодающим и допускал сотрудничество с властями СССР в преодолении голода. После прихода к власти в Германии Адольфа Гитлера предсказывал скорую новую войну, главными противниками в которой будут СССР и Германия. Для предотвращения этой войны сочёл необходимым переворот в Германии с помощью своих коллег — германских финансистов. При этом, чтобы избежать репрессий против белоэмигрантов, проживавших в странах Оси, категорически отказывался отвечать на вопрос: поддержат ли СССР вооружённые силы белой эмиграции в этой войне. Состояние Гучкова (не менее 3 млн франков) и намного большее состояние его германских друзей (а также то, что Гучков и эти известные профессиональные финансисты могли управлять капиталами, в сотни раз превышающими размеры их состояния), в принципе, позволяло ликвидировать власть Гитлера. Но Гучков доверял генералу Скоблину и его жене. Им Гучков признавался, что переворот в Германии ему нужен не только для спасения жизней миллионов русских людей, которые при сохранении у власти Гитлера погибнут во второй мировой войне, но и для того, чтобы будущая рабоче-крестьянская Германия мирным путём задушила большевиков в братских объятиях. Самое главное, он не знал, что все самые конфиденциальные переговоры со своими германскими визави он осуществляет через тайного агента спецслужб СССР, а в СССР опасались такого переворота в Германии, когда к власти там придут ставленники белой эмиграции, даже если они, как и сам Гучков, будут апологетами рабоче-крестьянского государства.
В 1935 году Гучков тяжело заболел. Врачи поставили диагноз — рак кишечника — и скрывали его от своего пациента, но Гучков всё понял. Будучи больным, Гучков продолжал работать и верить — если не в своё выздоровление, то в необходимость работы для спасения России от нацистского нашествия.
14 февраля 1936 года Александр Иванович умер. 17 февраля состоялась заупокойная литургия, где, несмотря на внутренние разногласия и подозрения многих о сотрудничестве Гучкова с Советами (как отметил П. Н. Милюков, Гучков «умер неразгаданным»), на похороны бывшего председателя Государственной думы собралась вся элита антибольшевистской эмиграции — и правые, и центристы, и левые. По воле усопшего, тело его было кремировано, а урна с прахом замурована в стене колумбария на парижском кладбище Пер-Лашез. В завещании Александра Ивановича было высказано пожелание: «когда падут большевики», перевезти его прах из Парижа в родную Москву «для вечного успокоения». Но во время немецкой оккупации Парижа урна с прахом личного врага Гитлера из колумбария на кладбище Пер-Лашез таинственно исчезла.

## Оценки современников
По мнению историка и политика С. П. Мельгунова, Гучков в своей политической деятельности имел склонность к применению закулисных приёмов.
По словам октябриста Н. В. Савича:

При большом уме, талантливости, ярко выраженных способностях парламентского борца, Гучков был очень самолюбив, даже тщеславен, притом он отличался упрямым характером, не терпевшим противодействия его планам.

Был великолепным оратором, не уступавшим, по мнению современников[уточнить], своим красноречием «московскому Демосфену» Плевако.

## Киновоплощения
- Владимир Балашов («Крушение империи», 1970)
- Гордон Гостелоу («Николай и Александра» Nicholas and Alexandra, США, 1971)
- Александр Алексеев («Романовы. Венценосная семья», 2000)
- Юрий Колычёв («Очарование зла», 2006 год)
- Валерий Гришко («Крылья империи», 2017)

## Комментарии
1. ↑  Гучков баллотировался от Москвы, но проиграл кадетским кандидатам М. В. Челнокову и М. М. Новикову.
2. ↑  И знавший Гучкова с юности П. Н. Милюков, и С. Ю. Витте подчёркивали, что Гучков всегда был левее всех кадетов и подавляющего большинства социалистов, то есть, ультралевым, как и Троцкий, а лидером правой партии октябристов стал только из-за убеждения, что новое общество нужно создавать под руководством легитимного монарха, и, главное, что необходимо покончить со всеми территориальными автономиями, включая Польшу, Хиву, Бухару, кроме Финляндии.

## Сочинения
- Письма к Я. Л. Барскову // НИОР РГБ. Ф. 16. К. 2. Ед. хр. 55.
- Речь, произнесенная 5 ноября 1906 года председателем Центрального комитета «Союза 17-го октября» А. И. Гучковым, на общем собрании в С.-Петербурге в зале Дворянского собрания Москва : тип. «Рус. голоса» (Н. Л. Казецкого), 1906
- А. И. Гучков в Третьей государственной думе. (1907—1912 гг.) : (Сб. речей) Санкт-Петербург : тип. т-ва А. С. Суворина «Новое время», 1912
- Общее политическое положение и Союз 17 октября : Речь, произнес. А. И. Гучковым 8 нояб. 1913 г. на совещ. Союза 17 окт. в С.-Петербурге Санкт-Петербург, 1913
- К вопросу о государственной обороне : Речи в Гос. думе 3 созыва. 1908—1912 Петроград : тип. М. А. Александрова, 1915
- Речи по вопросам государственной обороны и об общей политике : 1908—1917 г Петроград : тип. т-ва А. С. Суворина «Новое время», 1917.
- Речь в заседании Центрального военно-промышленного комитета 8 марта 1917 года. Бийск, 1917.
- Из воспоминаний А. И. Гучкова // Последние новости. 1936. № 8/9.
- «Корабль потерял свой курс». Политические речи. М. : Знание, 1991.
- Александр Иванович Гучков рассказывает..: Воспоминания председателя Государственной Думы и военного министра Временного правительства. М., 1993 // Вопросы истории № 7-12, 1991.